# アンドリュー・スミス (動物学者)

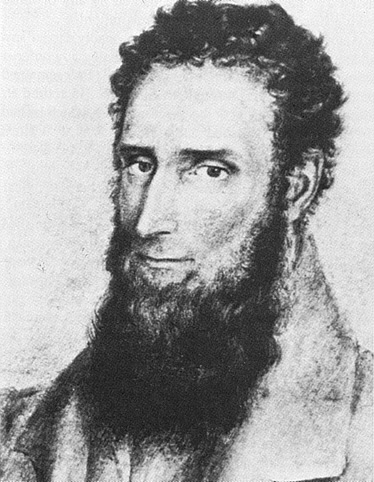
Sir Andrew Smith (1797-1872)

アンドリュー・スミス（Sir Andrew Smith KCB、1797年12月3日 - 1872年8月11日）は、スコットランド出身の軍医、探検家、民俗学者、動物学者である。南アフリカの動物に関する多くの著作を残した。

## 生涯
ロックスバラシャーのホイック（Hawick）に生まれた。エディンバラ大学で医学を学び、陸軍の医療部隊に1816年に入り、医学号を1819年に得た。1820年にケープ植民地に派遣され、兵士の治療を監督することを命じられた。1822年のアルバニー（Albany）の地区の医師に任命され、現地の患者の治療も始めた。アフリカ内部の博物学的探検を率い、博物学、人類学の興味を満たした。なんどか当局の要請で国境を越えて、Kaffrariaなどのバンツー族の地域を訪れコサ人の風俗について調査報告した。1825年にケープ植民地の為政者チャールズ・サマセット卿によってケープタウンの南アフリカ自然史博物館の監督者に任じられた。
1828年にナマクアランドの調査を命じられ、その結果を1831年の著書『ブッシュマンの起源と歴史』（"On the origin and history of the Bushmen"）に著した。同じ年に南アフリカ東部の政情不安からズールー王国の国王ディンガネ（Dingane）の情報収集を助けた。1833年にはBasutoland、Kuruman、Magaliesbergへの18ヶ月にわたる探検旅行をおこなった。1836年にこの探検の簡単な報告書が書かれたが、詳細の記録を自ら発表しなかった。20世紀に入って、スミスの日記が"The Diary of Dr. Andrew Smith, Director of the 'Expedition for Exploring Central Africa', 1834-36."として出版された。
1837年1月にイギリスに戻り、『南アフリカの動物図』（"Illustrations of the Zoology of South Africa" :1838-50）5巻本の執筆に取り掛かった。軍医の地位も向上し、1845年には陸軍軍医総監（Director-General of the Army Medical Services）のジェームズ・マクグリガー（James McGrigor）の副官になり、1853年にマクグリガーが退役すると軍医総監となった。クリミア戦争中の医療の責任者であったので、タイムズ紙やナイチンゲールから医療体制の不完全さについての非難を受けることになった。1857年王立協会フェロー選出。1858年に健康上の問題で引退し、その時点でバス勲章を受勲した。1872年、死去。

## 『南アフリカの動物図』の図版
- Atelerix frontalis
- Galerella sanguinea